# Max Martin Hansmann
Max Martin Hansmann (* 1987 in Hamburg) ist ein deutscher Chemiker. Er ist Professor für Organische Chemie an der TU Dortmund.

## Leben
Hansmann studierte Chemie an der Ruprecht-Karls-Universität Heidelberg, gefördert durch die Studienstiftung des deutschen Volkes. Seine Masterarbeit erstellte er 2011 in der Gruppe von Barry M. Trost. Er promovierte, gefördert durch Stipendien der Studienstiftung des deutschen Volkes und des Fonds der Chemischen Industrie, in der Gruppe von A. Stephen K. Hashmi an der Ruprecht-Karls-Universität. Seine Dissertation zu Gold- und Borelektrophilen in der organischen Chemie schloss er 2015 mit summa cum laude ab. Während seiner Promotion verbrachte er einen Forschungsaufenthalt an der University of Toronto in der Gruppe von Mark Lautens. Von 2015 bis 2017 folgte ein Postdoktorandenaufenthalt als Feodor-Lynen-Stipendiat der Alexander-von-Humboldt-Stiftung an der University of California in San Diego in der Gruppe von Guy Bertrand. Seine unabhängige Forschung startete er 2018 als Liebig-Stipendiat des Fonds der Chemischen Industrie an der Georg-August-Universität Göttingen am Institut für Organische und Biomolekulare Chemie. 2019 folgte Hansmann einem Ruf auf eine Juniorprofessur mit Tenure Track an die TU Dortmund. 2023 wurde er als Professor für Organische Chemie an der TU Dortmund berufen.

## Forschungsgebiete
Er befasst sich mit der Synthese von neuen organischen Redoxsystemen und deren Anwendung in der Energiespeicherung und Photokatalyse. Daneben erforscht seine Arbeitsgruppe reaktive Verbindungen sowie neuartige Reagenzien für die organische Synthese, beispielsweise zum Transfer einzelner Kohlenstoffatome.

## Auszeichnungen und Preise (Auswahl)
- Klung-Wilhelmy-Wissenschafts-Preis (2024)[3][4]
- Mitglied im Jungen Kolleg der Nordrhein-Westfälischen Akademie der Wissenschaften und der Künste (2023)[5]
- ERC Starting Grant (2022)[6]
- ORCHEM-Preis der Liebig-Vereinigung für Organische Chemie der GDCh (2022)
- Dozentenpreis des Fonds der Chemischen Industrie (2022)[7]
- ADUC-Preis der Arbeitsgemeinschaft Deutscher Universitätsprofessoren und -professorinnen für Chemie (2022)[8]
- Ernst-Haage-Preis (2021)[9]
- Aufnahme ins Emmy-Noether-Programm der Deutschen Forschungsgemeinschaft (2020)
- Thieme Chemistry Journal Award (2019)
- Karl-Freudenberg-Preis der Heidelberger Akademie der Wissenschaften (2016)[10]
- Reaxys PhD Prize (2013)[11]

## Schriften (Auswahl)
- Spiro-C(sp³)-atom transfer: Creating rigid three-dimensional structures with Ph₂SCN₂.Science 2025, 387, 885–892. doi:10.1126/science.ads5974
- Ph₃PCN₂: A stable reagent for carbon-atom transfer. Science 2024, 385, 305–311. doi:10.1126/science.ado4564
- Dicationic Acridinium/Carbene Hybrids as Strongly Oxidizing Photocatalysts. J. Am. Chem. Soc. 2024, 146, 3416–3426. doi:10.1021/jacs.3c12766
- From Squaric Acid Amides (SQAs) to Quinoxaline-Based SQAs - Evolution of a Redox-Active Cathode Material for Organic Polymer Batteries. J. Am. Chem. Soc. 2023, 145, 23334–23345. doi:10.1021/jacs.3c09153
- Diazoalkenes – From an Elusive Intermediate to a Stable Substance Class in Organic Chemistry. Angew. Chem. Int. Ed. 2023, 62, e202304574. doi:10.1002/anie.202304574
- Organic Four-Electron Redox Systems Based on Bipyridine and Phenanthroline Carbene Architectures. Angew. Chem. Int. Ed. 2022, 61, e202203064. doi:10.1002/anie.202203064
- Characterization of a Triplet Vinylidene. J. Am. Chem. Soc. 2021, 143, 21410–21415. doi:10.1021/jacs.1c11062